# Paul Huvelin
Pour les articles homonymes, voir Huvelin.
Ne doit pas être confondu avec Paul-Louis Huvelin.
Paul Huvelin, né le 22 juillet 1902 à Chorey-lès-Beaune (Côte-d'Or) et mort le 8 octobre 1995 à Paris 7e, est un chef d'entreprise et syndicaliste patronal français. Il est président du Conseil national du patronat français (CNPF) entre 1966 et 1972.

## Biographie

### Famille et formation
Fils d'un négociant en vins de Bourgogne, Paul Huvelin entre à l'École polytechnique dont il sort diplômé dans la promotion de 1921.

### Carrière
Après ses études, il entre dans l'industrie privée comme ingénieur. Il épouse en 1928 Madeleine Giros, fille d'Alexandre Giros (1870-1937), de la Société générale d'entreprises (SGE), un grand patron de l'électricité de l'entre-deux-guerres. Paul Huvelin rejoint les sociétés de son beau-père : il devient administrateur de la SATAM, de Loire-et-Centre et de l'Énergie électrique du Nord de la France ; il est le PDG de cette firme de 1940 à 1946.
Après la guerre, Paul Huvelin devient vice-président de la SGE, vice-P-DG en 1946 puis P-DG de 1959 à 1970 de Kléber-Colombes (2e fabricant français de pneumatiques, absorbé par Michelin en 1981), dont la famille Giros est actionnaire. Il est également administrateur à la suite de son beau-père d'autres sociétés : Hotchkiss, Compagnie française Thomson-Houston, Tréfileries et Laminoirs du Havre.
Paul Huvelin est aussi à partir du début des années 1950 administrateur de la Banque de l'Union parisienne (BUP), et vice-président en 1963. Il siège au conseil de la Compagnie financière de Suez, qui absorbe la BUP en 1967. Il entre au conseil d'administration de la Compagnie générale d'électricité (CGE) en 1972.
Paul Huvelin est membre du Comité européen pour le progrès économique et social depuis au moins 1955. Il devient président en 1957 de l'Institut patronal d'analyses économiques Rexecode, ainsi que le troisième président, en 1963, du Centre de recherches et d’études des chefs d’entreprise (CRC), laboratoire de réflexion patronale fondé par le président du CNPF Georges Villiers et par Jacques Warnier, premier président de ce cercle. Il animait auparavant les groupes de réflexion de ce CRC. Il siège au Conseil économique et social entre 1964 et 1974.

### Président du CNPF (1966-1972)
Membre du bureau du CNPF et vice-président du syndicat patronal, il bénéficie du retrait de Marcel Demonque, dauphin présumé de Georges Villiers, et peut ainsi accéder à la présidence du Conseil national du patronat français (CNPF) en 1966.
A l'issue du mouvement de mai 1968, Paul Huvelin dirige la délégation patronale lors de la négociation des Accords de Grenelle. « Le CNPF a abordé cette négociation avec la conscience aiguë de la gravité de la situation du pays. Ce qu'il a recherché essentiellement dans cet accord, c'est la paix sociale », déclare-t-il; il ajoute: « Ce que je tiens à dire, c'est que cette confrontation a été dure, mais vraiment elle a été constructive ».
Il est réélu président en juillet, alors que les anciens (Villiers, Mayolle) quittent le comité directeur du syndicat. Il met ensuite en place une réforme du CNPF: élection du président par un collège plus nombreux, président rééligible une seule fois, après un mandat de 3 ans, substitution d'une assemblée permanente élargie au comité directeur actuel et celle d'un conseil exécutif faisant une plus large place aux organes régionaux que le bureau actuel, nomination de 4 vice-présidents.
En 1972, il laisse sa place à François Ceyrac à la tête du CNPF.
En 1971, il prend la présidence de l'Union des industries de la Communauté européenne (UNICE), qu'il continue d'exercer après la fin de son mandat au CNPF, jusqu'en 1976.

### Décès
Paul Huvelin meurt à Paris à l'âge de 93 ans, en octobre 1995. Il était marié et père de 8 enfants.